# Listă de filme americane din 1900
Aceasta este o listă de filme americane din 1900:
| Titlu                                                   | Regizor            | Actori         | Gen                     | Note                     |
| ------------------------------------------------------- | ------------------ | -------------- | ----------------------- | ------------------------ |
| After Dark in Central Park                              |                    |                |                         |                          |
| Boarding School Girls' Pajama Parade                    |                    |                |                         |                          |
| Buffalo Bill's Wild West Parad                          |                    |                |                         |                          |
| Caught                                                  |                    |                |                         |                          |
| Clowns Spinning Hats                                    |                    |                |                         |                          |
| Capture of Boer Battery by British                      | James H. White     |                | Scurtmetraj, documentar |                          |
| The Enchanted Drawing                                   | J. Stuart Blackton |                |                         |                          |
| Feeding Sea Lions                                       |                    | Paul Boyton    |                         |                          |
| How to Make a Fat Wife Out of Two Lean Ones             |                    |                | Comedie                 |                          |
| New Life Rescue                                         |                    |                |                         |                          |
| New Morning Bath                                        |                    |                |                         |                          |
| Searching Ruins on Broadway, Galveston, for Dead Bodies |                    |                |                         |                          |
| Sherlock Holmes Baffled                                 |                    |                |                         |                          |
| The Tribulations of an Amateur Photographer             |                    |                |                         |                          |
| Trouble in Hogan's Alley                                |                    |                | Comedie                 |                          |
| Two Old Sparks                                          |                    |                | Scurtmetraj             | Produs de Siegmund Lubin |
| The Wonder, Ching Ling Foo                              |                    | Ching Ling Foo | Scurtmetraj             | Produs de Siegmund Lubin |
| Watermelon Contest                                      | James H. White     |                | Scurtmetraj             |                          |